# Institut de Droit International
Het Institut de Droit International (Instituut voor internationaal recht) was bij zijn oprichting in 1873 de eerste internationale organisatie die zich met het internationaal recht bezighield. Het instituut, dat nog steeds bestaat, heeft met zijn werk de basis gelegd voor het moderne internationale recht en het Internationaal Gerechtshof. Het ledenaantal (leden boven de 80 en ereleden uitgezonderd) is ten hoogste 132.

## Oprichting
Na de bloedige Frans-Duitse Oorlog van 1870-71, waarin de principes van de Conventie van Genève omtrent de behandeling van gewonde krijgsgevangenen met voeten werden getreden, schreven Gustave Moynier en Francis Lieber onafhankelijk van elkaar aan de gerenommeerde Gentse jurist Gustave Rolin-Jaequemyns met het voorstel een onafhankelijk juridisch instituut op te richten dat zich bezig zou houden met de formulering van juridische regels in internationale verkeer en het beslechten van geschillen op vreedzame wijze.
Rolin-Jaequemyns had al een goede reputatie opgebouwd als mede-oprichter en redacteur van het tijdschrift Revue de Droit International et de Législation Comparée dat zich met vergelijkende rechtswetenschappen bezighield. Het instituut werd opgericht in het stadhuis van Gent op 8 september 1873. In 1904 ontving het instituut de Nobelprijs voor de Vrede.

## Aard, doelen en werkwijze van het Instituut
Het instituut is een puur academische organisatie en streeft niet naar enige officiële status. Het beoogt de bevordering van het internationaal recht:
- door te streven naar algemene formuleringen van het internationaal recht die het corresponderen met het "juridisch geweten" van de beschaafde wereld;
- door zijn medewerking te verlenen aan iedere serieuze poging de internationale wetgeving te codificeren;
- door te streven naar algemene erkenning van de principes in harmonie met moderne samenlevingen;
- door bij te dragen, binnen de grenzen van zijn bevoegdheid, aan het in stand houden van vrede en het naleven van het internationaal oorlogsrecht;
- door de moeilijkheden te bestuderen die ontstaan bij het interpreteren of toepassen van de wetgeving en, waar nodig, het publiceren van onderbouwde juridische opinies in twijfelachtige of controversiële zaken;
- door zijn medewerking, door publicaties, educatie en alle andere middelen, aan het in stand houden van de principes van gerechtigheid en menselijkheid die de wederzijdse betrekkingen van volkeren zouden moeten leiden.

Het instituut werkt met behulp van "sessies" die ieder minimaal één, maximaal twee jaar duren. Gedurende elke sessie worden workshops en congressen gehouden, worden commissies en rapporteurs met bijzondere opgaven aangesteld en na iedere sessie worden de bevindingen van het instituut en, als de situatie daarom vraagt, verklaringen en resoluties gepubliceerd. Tevens reikt het instituut de James Brown Scott Prijs uit aan diegenen die zich op het terrein van het instituut bijzonder verdienstelijk hebben gemaakt.

## Lijst van oprichters
- Pascal Mancini (Rome), voorzitter
- Emile de Laveleye, (Luik)
- Tobias Asser (Amsterdam)
- James Lorimer (Edinburgh)
- Wladimir Besobrassof (Sint-Petersburg)
- Gustave Moynier (Genève)
- Jean Gaspar Bluntschli (Heidelberg)
- Augusto Pierantoni (Napels)
- Charles Calvo (Buenos Aires)
- Gustave Rolin-Jaequemyns (Gent)
- David Dudley Field (New York)
- Travers Twiss

## Erevoorzitters
Als hoogste onderscheiding kende het instituut de titel President Honoraire toe aan de volgende voormalige voorzitters:
- Gustave Rolin-Jaequemyns (1892)
- Gustave Moynier (1894)
- John Westlake (1911)
- Albéric Rolin (1923)
- Charles De Visscher (1954)

1901: Dunant, Passy ·
1902: Ducommun, Gobat ·
1903: Cremer ·
1904: Institut de Droit International ·
1905: Von Suttner ·
1906: Roosevelt ·
1907: Moneta, Renault ·
1908: Arnoldson, Bajer ·
1909: Beernaert, Balluet d'Estournelles de Constant ·
1910: IPB ·
1911: Asser, Fried ·
1912: Root ·
1913: La Fontaine ·
1917: ICRC ·
1919: Wilson ·
1920: Bourgeois ·
1921: Branting, Lange ·
1922: Nansen ·
1925: Chamberlain, Dawes ·
1926: Briand, Stresemann ·
1927: Buisson, Quidde ·
1929: Kellogg ·
1930: Söderblom ·
1931: Addams, Butler ·
1933: Angell ·
1934: Henderson ·
1935: Von Ossietzky ·
1936: Lamas ·
1937: Cecil ·
1938: Office international Nansen pour les réfugiés ·
1944: ICRC ·
1945: Hull ·
1946: Balch, Mott ·
1947: Friends Service Council, American Friends Service Committee ·
1949: Orr ·
1950: Bunche ·
1951: Jouhaux ·
1952: Schweitzer ·
1953: Marshall ·
1954: Hoog Commissariaat voor de Vluchtelingen (UNHCR) ·
1957: Pearson ·
1958: Pire ·
1959: Noel-Baker ·
1960: Luthuli ·
1961: Hammarskjöld ·
1962: Pauling ·
1963: ICRC, IFRC ·
1964: King ·
1965: UNICEF ·
1968: Cassin ·
1969: Internationale Arbeidsorganisatie ·
1970: Borlaug ·
1971: Brandt ·
1973: Kissinger, Lê Đức Thọ ·
1974: MacBride, Satō ·
1975: Sacharov ·
1976: Williams, Corrigan ·
1977: Amnesty International ·
1978: Sadat, Begin ·
1979: Moeder Teresa ·
1980: Esquivel ·
1981: Hoog Commissariaat voor de Vluchtelingen (UNHCR) ·
1982: Myrdal, Robles ·
1983: Wałęsa ·
1984: Tutu ·
1985: IPPNW ·
1986: Wiesel ·
1987: Arias ·
1988: VN-vredesmacht ·
1989: Gyatso ·
1990: Gorbatsjov ·
1991: Suu Kyi ·
1992: Menchú ·
1993: Mandela, De Klerk ·
1994: Arafat, Peres, Rabin ·
1995: Rotblat, Pugwash Conferences on Science and World Affairs ·
1996: Ximenes Belo, Ramos-Horta ·
1997: ICBL, Williams ·
1998: Hume, Trimble ·
1999: AzG ·
2000: Dae-jung ·
2001: VN, Annan ·
2002: Carter ·
2003: Ebadi ·
2004: Maathai ·
2005: IAEA, El-Baradei ·
2006: Grameen Bank, Yunus ·
2007: Gore, IPCC ·
2008: Ahtisaari ·
2009: Obama ·
2010: Liu ·
2011: Johnson Sirleaf, Gbowee, Karman ·
2012: Europese Unie ·
2013: OPCW ·
2014: Satyarthi, Yousafzai ·
2015: Kwartet voor Nationale Dialoog in Tunesië ·
2016: Santos ·
2017: ICAN ·
2018: Mukwege, Murad Basee ·
2019: Ahmed ·
2020: Wereldvoedselprogramma ·
2021: Ressa, Moeratov ·
2022: Bjaljazki, Memorial, Centrum voor Burgerlijke Vrijheden ·
2023: Mohammadi ·
2024: Nihon Hidankyo